# 明治大学先端数理科学インスティテュート
明治大学先端数理科学インスティテュート（めいじだいがくせんたんすうりかがくいんすてぃてゅーと、英称:Meiji Institute for Advanced Study of Mathematical Sciences、略称:MIMS）は、明治大学の附置研究所で、国内における現象数理学に関する研究分野の中心的な役割を担っていくことを目的に設立された。
文部科学省の共同利用・共同研究拠点（数学・数理科学分野拠点認定）に指定されている。

## 概要
現象数理学の世界的拠点となることを企図し、地震などをはじめとした自然現象から世界経済に至るまで、現代社会が直面する広範な領域の問題の解決に取組む。文理両分野で学外者も多く含むプロジェクトを構築し、生物と数理の融合研究、人とデジタル製造と数理の融合研究、社会と代数構造の数理の融合研究、計測技術と数理の融合研究、折り紙式プリンターと数理の融合研究、錯覚と数理の融合研究などのプロジェクトを推進。
国際的活動としては、海外の有力研究拠点と研究交流協定の締結などにより、人事交流・研究交流を深め、クラウドダイナミックス，自己組織化，折り紙工学，データ科学，生命階層における時空間パターンなどのテーマで国際会議を開催している。
2014年に、文部科学省の共同利用・共同研究拠点に認定された。

## 研究

### 組織
- 基盤数理部門
- 現象数理部門
- 教育数理部門
- 文理融合研究部門
- 現象数理・ライフサイエンス融合部門
- 先端数理部門

### 採択事業
- グローバルCOEプログラム
グローバルＣＯＥプログラム「現象数理学の形成と発展」が、<数学，物理学，地球科学>部門において２００８年度に採択。

### 他大学・研究機関との協力
- オックスフォード大学数理生物学センター
- ペンシルベニア大学数理生物学センター
- フランス国立科学研究センター（CNRS）
- 日仏共同研究事業（LIA197）
- フランス社会科学高等研究院社会数理解析センター
- イタリア学術研究会議（CNR）応用数学研究所
- マドリード・コンプルテンセ大学
- 台湾国立交通大学数学模建・科学計算研究所
- 台湾中央研究院
- ハノイ数学研究所

## 教育
MIMSの教育研究機関として、2011年に先端数理科学研究科、2013年に総合数理学部が設置されている。

## セミナー・イベント

### 現象数理学三村賞
2017年創設。数理モデルの構築・解析を通して自然や社会の様々な現象に潜む謎を解き明かし、自然や社会を深く理解する枠組みとしての数理的視点の重要性を広く世間に伝える活動で顕著な業績をあげている研究者を表彰し、現象数理学の更なる発展を図ることを目的とする。
- 2017年度
西浦廉政　北海道大学電子科学研究所所長、東北大学原子分子材料科学高等研究機構教授
望月敦史　京都大学教授
- 2018年度
水藤寛　東北大学材料科学高等研究所教授
小林亮　広島大学教授
- 2019年度
合原一幸　東京大学国際高等研究所ニューロインテリジェンス国際研究機構副機構長
坂上貴之　京都大学大学院理学研究科数学・数理解析専攻 教授
- 2020年度
金子邦彦　東京大学大学院総合文化研究科広域科学専攻教授
李聖林　京都大学数理解析研究所教授
- 2021年度
稲葉寿　東京大学大学院数理科学研究科教授
- 2022年度
柳田英二　東京大学大学院理学研究科特任教授、明治大学総合数理学部客員教授

### 高校生によるMIMS現象数理学研究発表会
2011年より毎年、「高校生によるMIMS現象数理学研究発表会」を開催。筑波大学附属駒場高等学校、聖光学院高等学校、広島大学附属高等学校などが多く入賞している。

## イグノーベル賞
2023年、宮下芳明教授及び、明治大学大学院博士前期課程に所属していた中村裕美特任准教授が、2011年に発表した論文「Augmented Gustation using Electricity」を対象として、イグノーベル賞（栄養学）を受賞した。微弱な電流を流すストロー・箸・フォークによって飲食物の味を変えて食体験の味覚を拡張するビジョンを掲げた電気味覚分野の研究であり、その後もキリンホールディングスやNTTドコモなどとの共同研究、社会実装が進められている。
尚、第2代所長の萩原一郎はNPO法人「日本版イグノーベル賞を目指すCSNPプロジェクト」の理事長を務めている。

## 所属研究員

### 歴代所長
| 代    | 氏名     | 在任時期                      | 備考                                                     |
| ----- | -------- | ----------------------------- | -------------------------------------------------------- |
| 初代  | 三村昌泰 | 2007年4月01日 - 2015年3月31日 | 日本応用数理学会第13代会長                               |
| 第2代 | 萩原一郎 | 2015年4月01日 - 2017年3月31日 | 日本応用数理学会第22代会長、日本シミュレーション学会会長 |
| 第3代 | 杉原厚吉 | 2017年4月01日 - 2019年3月31日 |                                                          |
| 第4代 | 俣野博   | 2019年4月01日 -               | 数理経済学会会長、日本数学会春季賞                       |

### 所員・研究員
- 砂田利一 - 大域解析学、離散幾何解析学、日本数学会弥永賞
- 嵯峨山茂樹 – 「Orpheus」（自動作曲システム）開発者、電子情報通信学会フェロー、IEEE Japan Chapter Chair
- 西森拓 - MIMS副所長、シュレディンガー音頭の考案者
- 杉原厚吉 - 数理工学、「Best Illusion of the Year Contest」の最多優勝者
- 河野俊丈 - 理学博士（東大）、幾何学、日本数学会幾何学賞
- 渡邊恵太 - インタラクションデザイン、デザインエンジニアリング
- 橋本典久 - 日本VR学会アート＆エンタテインメント研究会委員、CANVASフェロー
- 宮下芳明 -   ヒューマンコンピュータインタラクション、2023イグノーベル賞受賞者
- 二宮広和 - 理学博士（京大）、大域解析学 非線形偏微分方程式
- 長嶋比呂志 - 農学博士（東大）、発生工学、生殖生物学
- 紀藤圭治 - 農学博士（東大）、プロテオミクス研究
- 五十嵐悠紀 - CG、UI、2005IPA天才プログラマー
- 中島さち子 - 国際数学オリンピック金メダル受賞者、steAm代表、ジャズピアニスト
- 向殿政男 - 私立大学情報教育協会会長、鉄道総合技術研究所会長
- 柳田英二 - 東京大学大学院理学研究科・特任教授
- 森洋一朗 - ペンシルベニア大学教授・Penn CMB共同所長
- 高田章 - 理学博士（ロンドン大学）、 拠点運営副委員長、ロンドン大学・パリ大学客員教授、日本応用数理学会第24代会長
- 北川源四郎 - 日本統計学会会長、統計数理研究所所長、情報・システム研究機構長
- 楠岡成雄 - 日本数学会理事長，数理経済学会会長、日本学士院賞、日本数学会賞春季賞
- 伊藤由佳理 - 数理科学博士（東大）、拠点運営委員、代数幾何学、日本数学会賞建部賢弘特別賞
- 高安秀樹 - MIMS研究員・客員教授、ソニーコンピュータサイエンス研究所フェロー
- 青木健 一 - MIMS研究推進員（専門研究員）、東京大学大学院理学系研究科名誉教授
- 石田祥子 - 工学博士（東工大）、設計工学、折紙工学
- 佐伯修 - 拠点委員、九州大学マス・フォア・インダストリ研究所所長
- 水藤寛 - 拠点委員、数値解析、数値シミュレーション、東北大学材料科学高等研究所教授